# Anaisa Pye

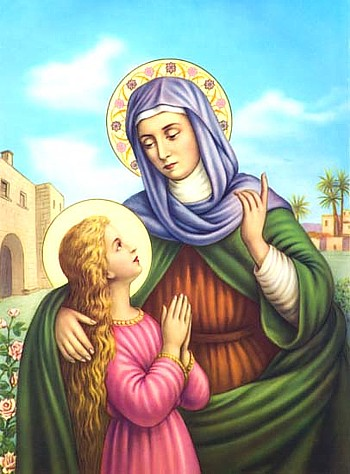
Santa Ana y la Virgen María niña. Para los seguidores del Vudú dominicano esta santa cristiana se identifica con Anaisa Pye.

Anaisa Pye (también Anaisa Pie, Anaisa Pie Danto o Anaisa La Chiquita) es un loa popular dentro de la religión en la República Dominicana. Es considerada la santa patrona del amor, el dinero y la felicidad general dentro de la religión en las 21 divisiones de República Dominicana.
A menudo sus devotos la consideran extremadamente coqueta, generosa y juguetona. Ella, al igual que otros fieles, están preocupados por otras loas femeninas, ya que se consideran capaces de proporcionar cualquier cosa que una persona pueda solicitar.
Entre los creyentes católicos dominicanos, ella está sincretizada con Santa Ana. Sus altares suelen estar decorados con imágenes y estatuas de Santa Ana y la Virgen María niña. Se dice que trabaja muy bien con Belie Belcán, otro loa popular que está asociado con San Miguel Arcángel. Los íconos de Santa Ana generalmente se colocan junto a los íconos de San Miguel en los hogares y templos vudú.
Su fiesta se celebra el 26 de julio. Sus colores favoritos son el amarillo y el rosa. Algunas personas consideran a Cachita como uno de sus puntos (o encarnaciones).